# 写楽 (映画)
『写楽』（しゃらく）は、1995年（平成7年）2月4日公開の日本映画である。製作は西友・TSUTAYA・堺綜合企画・表現社・テレビ朝日。配給は松竹・松竹富士。
写楽研究家としても知られているフランキー堺が企画総指揮及び、本名の堺正俊名で脚色し、自ら蔦屋重三郎を演じた作品。

## あらすじ
寛政3年（1791年）、舞台を見ていた大道芸人のおかんは稲荷町役者・十郎兵衛が市川團十郎の上るハシゴに足を潰されて血を流しているのを発見。役者として使いものにならなくなった彼を大道芸の道に引き込む。十郎兵衛は「とんぼ」と呼ばれるようになる。おかんたちと一緒に吉原界隈などに現れてはケチな商売をし、歌舞伎小屋に出入りして書割りを描く手伝いをしていた。
山東京伝や喜多川歌麿といった人気浮世絵師を抱える版元の蔦屋重三郎は京伝の描いた洒落本がお上のご禁令に触れ、手鎖50日の刑に服していた。将来に不安を感じた歌麿は蔦屋を見限り、他の版元へ鞍替えする。
蔦屋は起死回生を図ろうと幾五郎や鉄蔵などを使って役者絵に挑戦する。ある日、鉄蔵が名もない男が描いたという絵を蔦屋に届ける。上手ではないが、溢れかえる毒気に魅力を感じた蔦屋は早速その絵の描き主・十郎兵衛を探し出し、役者絵を描くように説得を試みる。こうして謎の絵師・東洲斎写楽（幾五郎いわく「人を真似る楽しみ」）が誕生し、世間や役者たちに反感を買いながらも一世風靡する。歌麿はこの才能に敏感に反応し、自分の地位を危ぶみ、謎の人物を探し、ようやく十郎兵衛であることを突き止める。
十郎兵衛を見た歌麿はたびたび吉原に姿を現していた大道芸人であったことを思い出し、しかも自分の贔屓（ひいき）の花魁・花里と懇意であったことから嫉妬の炎を燃やす。二人を江戸から追放させようと画策。「世の中は地獄の上の花火かな」と逃げる二人はすぐに追っ手に捕らえられ、十郎兵衛は拷問を受け、花里は薄汚い女郎屋に売られてしまう。寛政9年（1797年）、蔦屋の葬儀の日、立派な行列や見物人の中に歌麿や幾五郎（十返舎一九）、鉄蔵（葛飾北斎）、そして大道芸人に戻った十郎兵衛の姿があった。

## キャスト
- 十郎兵衛→とんぼ（東洲斎写楽）：真田広之
- 蔦屋重三郎：フランキー堺
- おかん：岩下志麻
- 花里：葉月里緒菜
- 喜多川歌麿：佐野史郎
- 幾五郎（十返舎一九）：片岡鶴太郎
- 鉄蔵（葛飾北斎）：永澤俊矢
- 松平定信：坂東八十助
- 市川團十郎：中村富十郎
- おふじ：加藤治子 ※特別出演
- おさと：新橋耐子
- 岩井半四郎：中村芝雀
- 市川男女蔵：市川團蔵
- 玉衣：宮崎ますみ
- 大田南畝：竹中直人
- 山東京伝：河原崎長一郎
- 大番頭与兵衛：津村鷹志
- 俵蔵（鶴屋南北）：六平直政
- 瀬川富三郎：篠井英介
- 鶴屋喜右衛門：有川博
- 年増女郎：土屋久美子
- 番頭新造：富沢亜古
- 左吉：大川浩樹
- 権助：千葉哲也
- 倉蔵（瀧澤馬琴）：高場隆義
- 月見客：浜村純
- とんぼの母親：余貴美子
- 写楽絵の摺師：小倉一郎
- 斉藤十郎兵衛：日比野克彦
- 中村勘三郎：岩田直二
- 寛政三美人：大竹一重、大家由加里、朝比奈彩乃

## スタッフ
- 監督：篠田正浩
- 企画総指揮：フランキー堺
- 製作総指揮：高丘季昭
- プロデューサー：原正人
- 製作監修：古川吉彦、増田宗昭、黒井和男
- 原作・脚本：皆川博子
- 脚色：堺正俊、片倉美登、篠田正浩
- 撮影：鈴木達夫
- 美術：浅葉克己、池谷仙克
- 衣装（デザイン）：朝倉摂
- 録音：瀬川徹夫
- 照明：水野研一
- 編集：篠田正浩、阿部浩英
- 監督補：鯉渕優
- 助監督：成瀬活雄
- 音楽：武満徹
- スチール：原田大三郎
- 製作プロダクション：表現社
- 製作協力：ヘラルド・エース、セブン・アーツ（高樹一生、佐野大祐）

## 製作

### 企画
フランキー堺30年越しの執念の企画。堺は川島雄三監督の『幕末太陽傳』に出演した際、東洲斎写楽の映画『寛政太陽傳』を作ろうと川島と約束していた。だがその約束を果たすことなく川島が死去したため、堺は俳優業の傍ら写楽の研究を続けて本作を製作し、師とあおぐ川島との約束を果たして、その翌年に死去している。真田広之演じるとんぼの足が不自由という設定になっているのは筋萎縮性側索硬化症に冒されていた川島へのオマージュである。
篠田正浩も同様に葛飾北斎の映画化に長年執念を燃やしており、1993年の春頃、皆川博子のオリジナル脚本が書きあがり、篠田がヘラルド・エースの原正人社長にプロデューサーをやらないかと声をかけ、映画製作が具体的に動き出した。

### 製作発表
話題作りのため、1994年3月15日、原宿クエストホールに、制作に関わる全スタッフ、全キャスト、製作投資の出資各社の社長も全員出席するという珍しく豪勢な製作発表会見が行われた。

### キャスティング他
音楽を担当した武満徹は、本作が映画音楽としての遺作となった。公開翌年の1996年に日曜洋画劇場で放送された際、番組最後にテロップで告知された。
イメージソングにEUROGROOVE guest vocal ダニー・ミノーグの「Rescue Me」が使われていた。

## 製作費
バブル崩壊があって製作費の調達は厳しい時期だったが、西友がいち早く積極的な取り組みで出資の名乗りを上げてくれたおかげと、堺や篠田監督の執念や実績に対しての信頼が厚く、多くの出資者が集まった。製作費は6億円とも、8億円ともいわれるが、この時期『キネマ旬報社』の社長だった黒井和男がセゾングループの映像担当に就任しており、黒井の尽力で製作費が相当安く抑えられた。

## 撮影記録
1994年4月10日クランクイン。
1994年6月13日クランクアップ。

## ロケ地
撮影の大半は広島県福山市みろくの里で行われ、当地に吉原の大オープンセットなどが作られた。この他、香川県琴平町の金丸座（旧金毘羅大芝居）での劇場場面に、高丘秀昭西友会長ら、出資者である財界人が扮装して出演している。

## 受賞など
- 第48回カンヌ国際映画祭 コンペティション部門 出品
- 第19回日本アカデミー賞[3]
  - 優秀作品賞
  - 優秀監督賞（篠田正浩）
  - 優秀脚本賞（皆川博子・堺正俊・片倉美登・篠田正浩）
  - 優秀助演男優賞（フランキー堺）
  - 最優秀音楽賞（武満徹）
  - 最優秀撮影賞（鈴木達夫）
  - 最優秀照明賞（水野研一）
  - 最優秀美術賞（浅葉克己・池谷仙克）
  - 最優秀録音賞（瀬川徹夫）
  - 最優秀編集賞（篠田正浩・阿部浩英）
- 第69回キネマ旬報ベスト・テン
  - 日本映画第5位
  - 読者選出日本映画第7位
  - 主演男優賞（真田広之）
- 第50回毎日映画コンクール
  - 日本映画優秀賞
  - 録音賞（瀬川徹夫）